# Noorwegen op het Eurovisiesongfestival 2013
Noorwegen nam deel aan het Eurovisiesongfestival 2013 in Malmö, Zweden. Het was de 52ste deelname van het land aan het Eurovisiesongfestival. Zangeres Margaret Berger bereikte in de finale in Zweden een vierde plaats met het nummer I Feed You My Love.

## Selectieprocedure: Melodi Grand Prix 2013

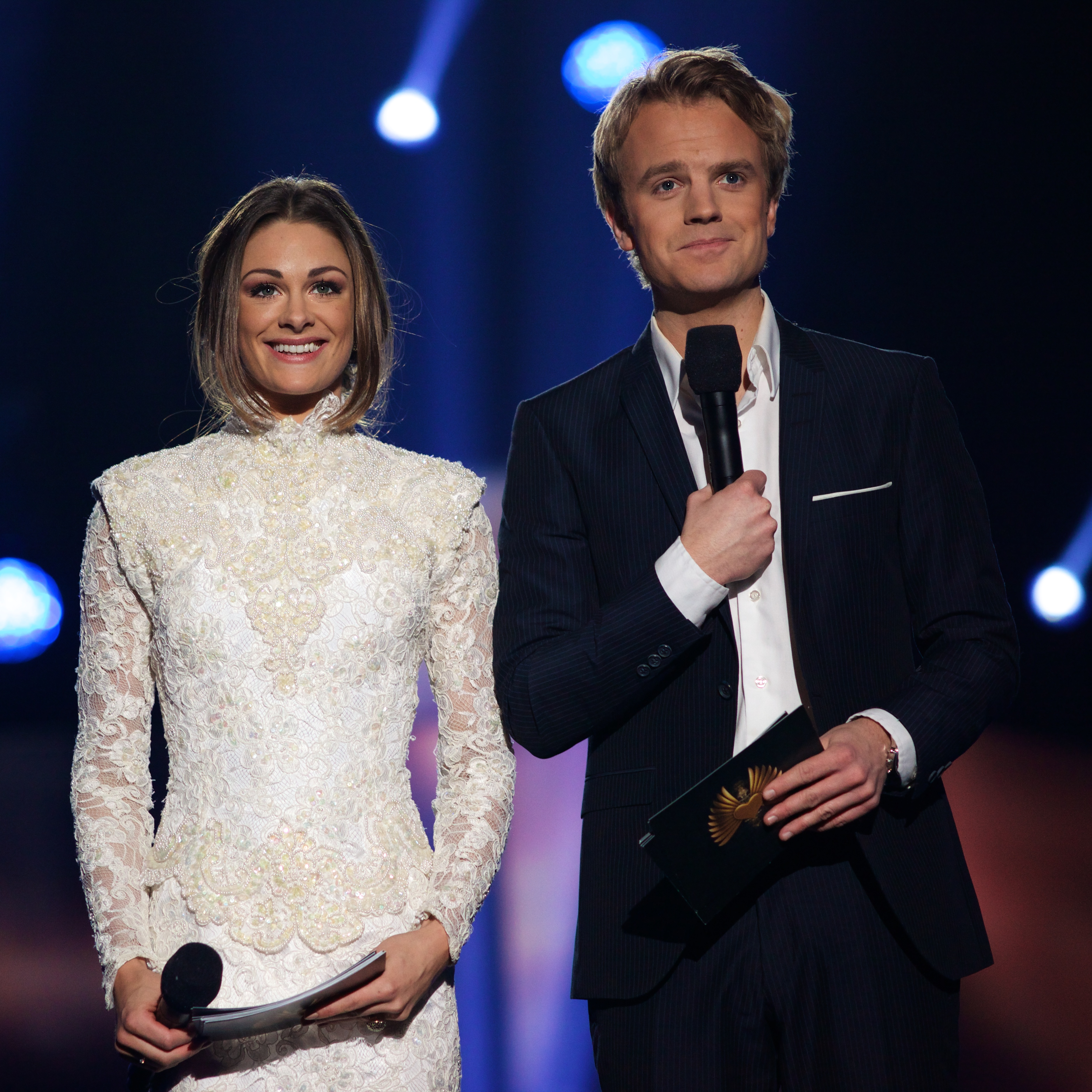
Jenny Skavlan en Erik Solbakken, presentatoren van Melodi Grand Prix 2013

Op 1 juli 2012 maakte de Noorse openbare omroep NRK bekend te zullen deelnemen aan de komende editie van het Eurovisiesongfestival. Geïnteresseerden kregen tot en met 1 september 2013 de tijd om een bijdrage op te sturen naar NRK. Daarnaast verzocht de openbare omroep ook zelf enkele componisten en artiesten om deel te nemen. In totaal ontving NRK 600 inzendingen, 200 minder dan in 2012.
De locatie voor de finale van de Melodi Grand Prix op 9 februari 2013 was net als voorgaande jaren het Oslo Spektrum. Voorafgaand aan de finale werden er vanaf zaterdag 19 januari drie voorrondes georganiseerd. In elke halve finale traden zeven artiesten aan. In 2012 waren dit er nog acht. De 21 finalisten werden gekozen door een vakjury, bestaande uit Kristin Winsents, Vivi Stenberg, Christine Dancke en Gisle Stokland. Uit elke halve finale plaatste de top drie zich automatisch voor de finale. Na afloop van alle halve finales reikte een vakjury nog één wild card uit. Hierdoor telde de finale tien acts. In de finale werden eerst vier superfinalisten gekozen, waarna de Noren definitief konden bepalen wie hen zou vertegenwoordigen op het Eurovisiesongfestival 2013. De show werden gepresenteerd door Jenny Skavlan en Erik Solbakken.
De superfinalisten waren Margaret Berger, Adelén, Sirkus Eliassen en Annsofi. I'm with you, het nummer van Annsofi, werd gecomponeerd door Alexander Rybak, winnaar van het Eurovisiesongfestival 2009. Desalniettemin eindigde Annsofi op de laatste plaats in de superfinale. Margaret Berger won deze afgetekend, door bijna dubbel zoveel stemmen in de wacht te slepen als Adelén. Hierdoor mocht zij met I Feed You My Love Noorwegen vertegenwoordigen in Malmö.

### Schema
| Datum           | Stad      | Plaats              | Ronde               |
| --------------- | --------- | ------------------- | ------------------- |
| 19 januari 2013 | Steinkjer | Campus Steinkjer    | Eerste halve finale |
| 26 januari 2013 | Florø     | Florø Idrettssenter | Tweede halve finale |
| 2 februari 2013 | Larvik    | Arena Larvik        | Derde halve finale  |
| 9 februari 2013 | Oslo      | Oslo Spektrum       | Finale              |

### Eerste halve finale
19 januari 2013
| Volgorde | Artiest                        | Lied                         |
| -------- | ------------------------------ | ---------------------------- |
| 1        | Vidar Busk                     | Paid in my way               |
| 2        | Carina Dahl                    | Sleepwalking                 |
| 3        | Tom Hugo                       | Det er du                    |
| 4        | Gromth feat. Emil Solli-Tangen | Alone                        |
| 5        | Julie Bergan                   | Give a little something back |
| 6        | Mimi Blix                      | Catch me                     |
| 7        | Datarock                       | The underground              |

### Tweede halve finale
26 januari 2013
| Volgorde | Artiest         | Lied               |
| -------- | --------------- | ------------------ |
| 1        | Martin Blomvik  | Det vakje mi tid   |
| 2        | Annsofi         | I'm with you       |
| 3        | Shackles        | On hold            |
| 4        | Hank            | No one             |
| 5        | Fjellfolk       | Ulvetuva           |
| 6        | Haji            | Sing with me       |
| 7        | Margaret Berger | I Feed You My Love |

### Derde halve finale
2 februari 2013
| Volgorde | Artiest         | Lied                 |
| -------- | --------------- | -------------------- |
| 1        | Gothminister    | Utopia               |
| 2        | Adelén          | Bombo                |
| 3        | Lucky Lips      | Sweet and heavy      |
| 4        | Gaute Ormåsen   | Awake                |
| 5        | Anina           | The young            |
| 6        | Winta           | Not afraid           |
| 7        | Sirkus Eliassen | I love you te quiero |

### Finale
9 februari 2013
| Volgorde | Artiest                        | Lied                 |
| -------- | ------------------------------ | -------------------- |
| 1        | Vidar Busk                     | Paid in my way       |
| 2        | Fjellfolk                      | Ulvetuva             |
| 3        | Adelén                         | Bombo                |
| 4        | Gromth feat. Emil Solli-Tangen | Alone                |
| 5        | Gaute Ormåsen                  | Awake                |
| 6        | Lucky Lips                     | Sweet and heavy      |
| 7        | Datarock                       | The underground      |
| 8        | Annsofi                        | I'm with you         |
| 9        | Margaret Berger                | I Feed You My Love   |
| 10       | Sirkus Eliassen                | I love you te quiero |

### Superfinale
| Plaats | Artiest         | Lied                 | Stemmen |
| ------ | --------------- | -------------------- | ------- |
| 1      | Margaret Berger | I Feed You My Love   | 102.032 |
| 2      | Adelén          | Bombo                | 59.414  |
| 3      | Sirkus Eliassen | I love you te quiero | 41.447  |
| 4      | Annsofi         | I'm with you         | 31.226  |

## In Malmö

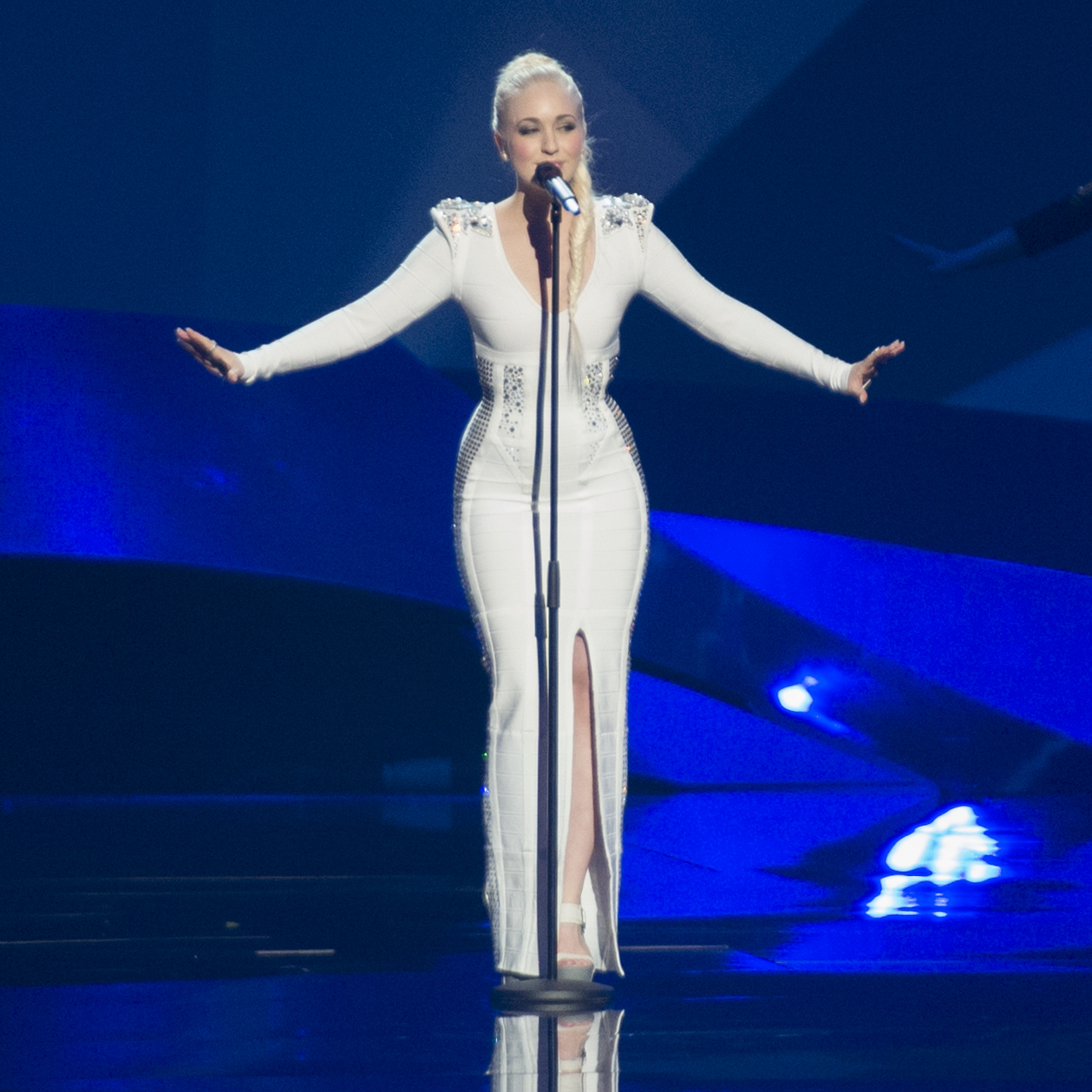
Margaret Berger tijdens het Eurovisiesongfestival 2013

Voor de verdeling van de halvefinalisten over twee halve finales werd net als voorbijgaande jaren gebruikgemaakt van een potindeling. Landen die vaak op elkaar stemmen, werden in dezelfde groep geplaatst. Uit elke groep gingen drie landen naar de ene halve finale, de rest naar de andere halve finale. Denemarken en Noorwegen zaten niet in een van de zes potten, aangezien zij reeds in november 2012 werden ingedeeld in respectievelijk de eerste en de tweede halve finale, om te vermijden dat tijdens één halve finale alle tickets zouden opgeëist worden door een van de twee Zweedse buurlanden.
Noorwegen trad in de tweede halve finale als dertiende van zeventien landen aan, net na Hongarije en gevolgd door Albanië. Bij het openen van de enveloppen bleek dat Noorwegen zich had weten te plaatsen voor de grote finale. Na afloop van het festival zou blijken dat Margaret Berger op de derde plaats was geëindigd in haar halve finale, met 120 punten.
In de finale was Noorwegen als 24ste van 26 landen aan de beurt, net na Italië en gevolgd door Georgië. Aan het einde van de puntentelling stond Noorwegen op de vierde plaats, met 191 punten. Denemarken, Finland en gastland Zweden gaven hun maximum van twaalf punten aan Margaret Berger. Het was het beste Noorse resultaat sinds de overwinning van Alexander Rybak in 2009.
1960 · 1961 · 1962 · 1963 · 1964 · 1965 · 1966 · 1967 · 1968 · 1969 · 1970 · 1971 · 1972 · 1973 · 1974 · 1975 · 1976 · 1977 · 1978 · 1979 · 1980 · 1981 · 1982 · 1983 · 1984 · 1985 · 1986 · 1987 · 1988 · 1989 · 1990 · 1991 · 1992 · 1993 · 1994 · 1995 · 1996 · 1997 · 1998 · 1999 · 2000 · 2001 · 2002 · 2003 · 2004 · 2005 · 2006 · 2007 · 2008 · 2009 · 2010 · 2011 · 2012 · 2013 · 2014 · 2015 · 2016 · 2017 · 2018 · 2019 · 2020 · 2021 · 2022 · 2023 · 2024 · 2025
Albanië · Armenië · Azerbeidzjan · België · Bulgarije ·  Cyprus · Denemarken · Duitsland · Estland · Finland · Frankrijk · Georgië · Griekenland · Hongarije · Ierland · IJsland · Israël · Italië ·  Kroatië · Letland · Litouwen · Macedonië · Malta · Moldavië · Montenegro · Nederland · Noorwegen · Oekraïne · Oostenrijk · Roemenië · Rusland · San Marino · Servië · Slovenië · Spanje · Verenigd Koninkrijk · Wit-Rusland · Zweden · Zwitserland